# Belvedere Marittimo

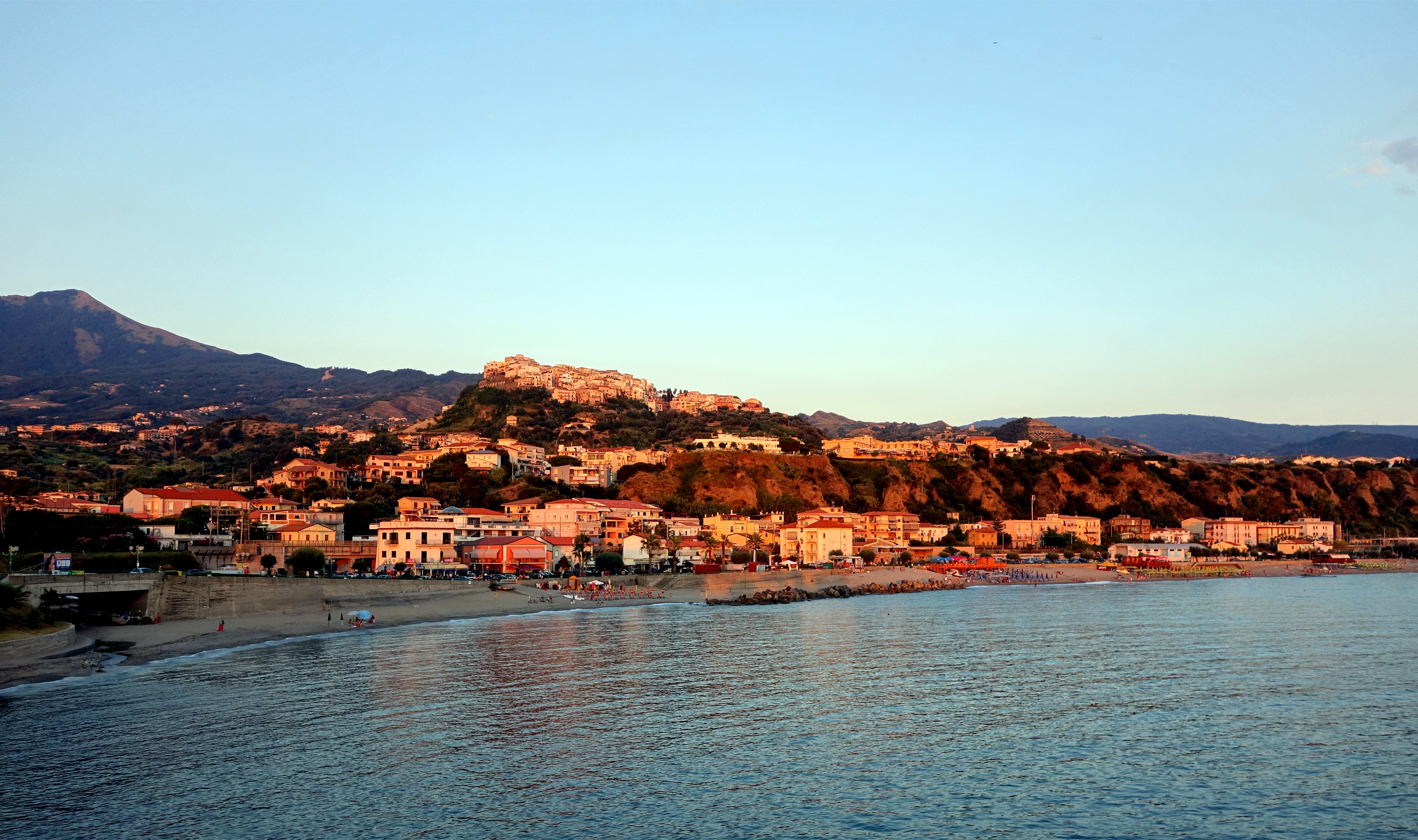
Uitzicht op Belvedere Marittimo

Belvedere Marittimo is een gemeente in de Italiaanse provincie Cosenza (regio Calabrië) en telt 9304 inwoners (31-12-2004). De oppervlakte bedraagt 37,2 km², de bevolkingsdichtheid is 238 inwoners per km².

## Demografie
Belvedere Marittimo telt ongeveer 3469 huishoudens. Het aantal inwoners daalde in de periode 1991-2001 met 0,4% volgens cijfers uit de tienjaarlijkse volkstellingen van ISTAT.
| Jaar | Inwoneraantal |
| ---- | ------------- |
| 1991 | 8914          |
| 2001 | 8881          |

## Geografie
Belvedere Marittimo grenst aan de volgende gemeenten: Buonvicino, Diamante, Sangineto, Sant'Agata di Esaro.